# Salix gooddingii
Salix gooddingii es una especie de sauce perteneciente a la familia de las salicáceas. Es nativa del sudoeste de los Estados Unidos y norte de México, donde crece en lugares húmedos y muy húmedos en muchos tipos de hábitat desde las montañas al desierto. 

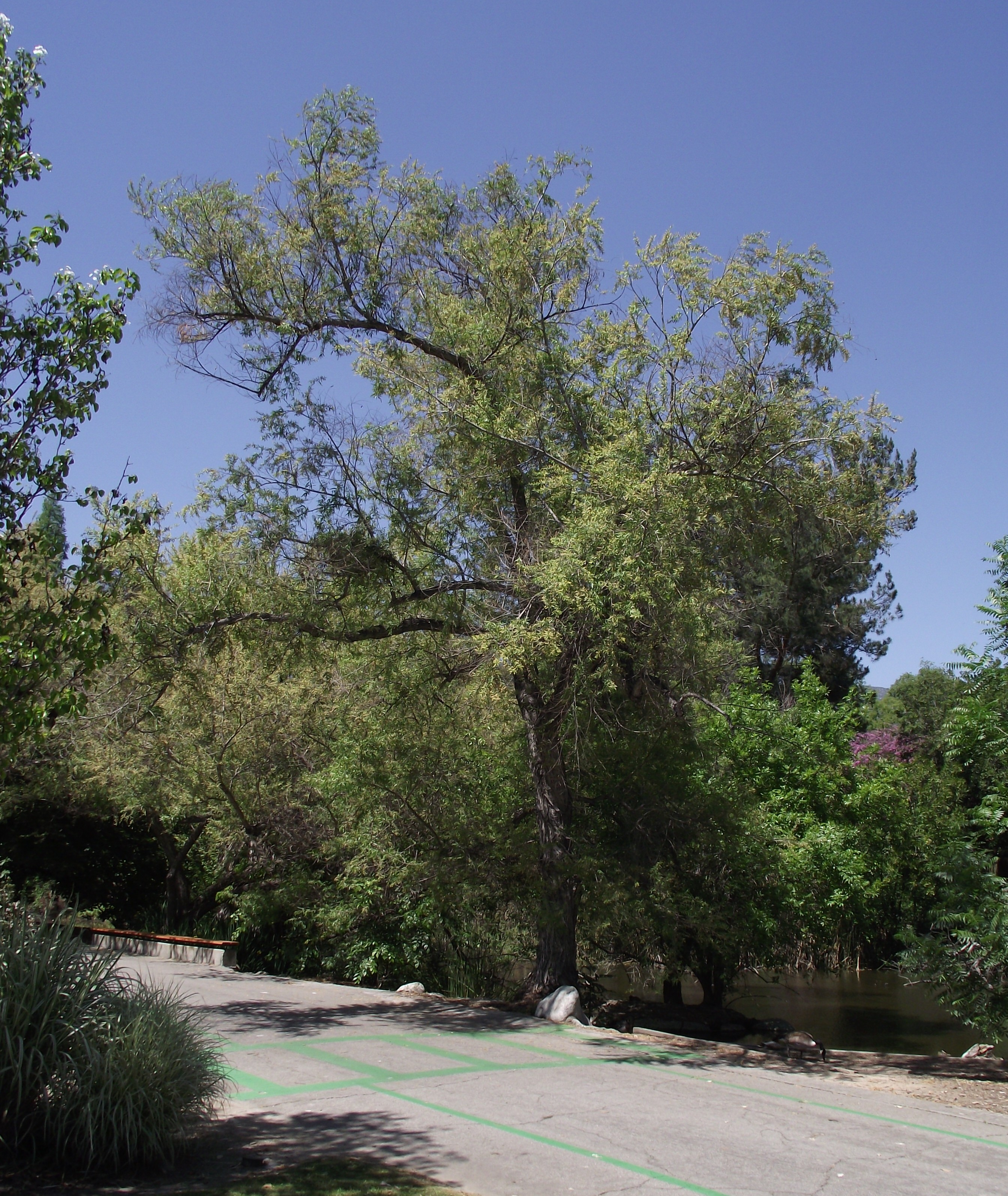
Vistas del árbol

## Descripción
Es un árbol que alcanza un tamaño de tres a 30 metros de altura, con gruesa y surcada corteza desmenuzada y muchas ramas delgadas. Las hojas son de hasta 13 centímetros de largo, generalmente en forma de lanza, y finamente dentadas en los bordes. Las hojas jóvenes están cubiertas de pelos. La inflorescencia es un amento de hasta 8 centímetros de largo.

## Taxonomía
Salix gooddingii fue descrita por Carleton Roy Ball y publicado en Botanical Gazette 40(5): 376–377, pl. 12, f. 1–2, en el año 1905.
Etimología
Salix: nombre genérico latino para el sauce, sus ramas y madera.
El epíteto gooddingii fue nombrado en honor del recolector Leslie Newton Goodding.
Sinonimia
- Salix gooddingii var. variabilis C.R. Ball
- Salix nigra var. vallicola Dudley
- Salix vallicola (Dudley) Britton[4]